# 夜のグランドショー
『夜のグランドショー』（よるのグランドショー）は、1972年4月2日から同年9月24日までフジテレビ系列局で放送されていたフジテレビ製作の音楽バラエティ番組である。放送時間は毎週日曜 22:00 - 22:41 （日本標準時）。

## 概要
参加者たちによるコント・歌・ショーで楽しんでもらうという趣向の視聴者参加型番組で、「おしゃれでスマートな」をコンセプトにしていた。番組前半はロート製薬の一社提供枠で、後半はロート製薬以外の企業による複数社提供枠となっていた。

## 司会
- 布施明
- 植木等
- 岸部シロー（後の岸部四郎）
- 山本直純